# گوادالوپ، پرو
گوادالوپ، پرو (به اسپانیایی: Guadalupe, Peru) یک شهر در پرو است که در Guadalupe District واقع شده‌است.